# Piraat (bier)
Piraat is een Belgisch bier van hoge gisting.
Het bier wordt gebrouwen in Brouwerij Van Steenberge te Ertvelde. Het is een blond zwaar Belgisch bier van hoge gisting met nagisting op fles. Het bier heeft een volle, hoppige smaak. Het bier bestaat behalve in de versie van 10,5% ook in een versie van 9% alcoholpercentage.

## Etiketbieren
Dit bier is het moederbier van onder meer 'n Zandbank Blond en De Garre Tripel dat wordt gemaakt voor Staminee De Garre in De Garre te Brugge

Piraat is ook het basisbier van Bière du Boucanier Golden Ale.

## Prijzen
- World Beer Cup 2012 Gouden medaille voor Piraat in de categorie Belgian-Style Pale Strong Ale.